# 나베간테스 델 마가야네스

나베간테스 델 마가야네스(Navegantes del Magallanes)는 베네수엘라 발렌시아에 위치한 프로 야구팀이다. 베네수엘라 프로페셔널 베이스볼 리그 소속이며, 에스타디오 호세 베르나르도 페레스 야구장을 홈구장으로 사용하고 있다. 리그 10회 우승 및 캐리비안 시리즈 2회 우승 기록을 보유하고 있다.

## 야구단 정보
| 감독     | 카를로스 가르시아 |
| 코칭스탭 | -- 루이스 도란테 (벤치 코치) · -- 안드레 다비드 (배터리 코치) · -- 라몬 보레고 (1루 코치) · -- 루이스 소호 (3루 코치) · -- 우클리데스 로하스 (투수 코치) · -- 라몬 가르시아 (불펜 코치) |
| 투수     | 80 브루스 런던 · 27 카를로스 에르난데스 · 60 카를로스 쿠에베도 · 92 클레베란 산텔리스 · 90 다비드 마르티네스 · 22 데올리스 게레라 · 41 에릭 연지 · 68 어네스토 프리에리 · 61 가브리엘 알파로 · 96 가브리엘 가르시아 · 63 지안 마치 · 51 조엘 에르난데스 · 50 호세 산체스 · 43 리노 우르다네타 · 64 오르안젤 아레나스 · 91 페드로 게레라 · 31 로버트 코엘로 · 76 웨스 로에머 |
| 포수     | 99 페데리코 에르난데스 · 26 헤수스 플로레스 · -- 솔로몬 만리케스 |
| 내야수   | 5 아르헤니스 디아스 · 73 브랑언 라헤어 · 48 다윈 페레스 · 42 헤수스 머찬 · 71 조 버틀러 · 84 호세 알투브 · 18 마리오 리손 · 67 레벨 리드링 |
| 외야수   | 84 아도니스 가르시아 · 36 알버스 마르니테즈 · 78 에롤드 안두르스 · 7 이지키엘 카레라 · 66 루이스 란다에타 |